# Maria Ziółkowska
Maria Ziółkowska z domu Niemirow (ur. 22 lutego 1924 w Gościeńczycach, zm. 11 września 2012 w Warszawie) – polska pisarka, autorka utworów dla młodzieży oraz podręczników do nauki języka esperanto.

## Życiorys
Studiowała historię na Wydziale Humanistycznym Uniwersytetu Warszawskiego. Debiutowała jako prozaiczka w 1946 roku pod nazwiskiem Niemirow. Była działaczką Polskiego Związku Esperantystów. W 1970 roku otrzymała nagrodę Instytutu Wydawniczego Centralnej Rady Związków Zawodowych za powieść Szukaj wiatru w polu.

## Twórczość

### Twórczość samodzielna
- Bądź uprzejmy na co dzień i od święta
- Busola serca
- Chłopiec spod zielonej gwiazdy
- Czarownica z Piaseczna
- Długi cień
- Doktor Esperanto
- Dziwna jesteś, Karolino
- Esperanto dla wszystkich
- Gawędy o drzewach
- Jak się zachować
- Jędrek z Koliby
- Kocha, lubi, szanuje...
- Małżeństwo na niby
- Oj, nie przez próg, nie przez próg
- Ostatnie wagary
- Powróżyć, karty stawiać
- Sądny dzień
- Skąd my to mamy?
- Szczodry wieczór, szczodry dzień
- Szukaj wiatru w polu
- Śmierć powróciła nocą
- Światła w cudzych oknach
- Tak się złożyło
- Ty pójdziesz górą...
- Uczniowie pana Lindego
- Wybitni ludzie też ludzie. Ich dziwactwa, kaprysy, nałogi i odchylenia

### ZJanem Ziółkowskim
- Rozbite lustro
- Złoty kolczyk